# Sint-Clemensvloed
De Sint-Clemensvloed of Sint-Clemensnacht was een overstroming die Zuidwest-Nederland, Zeeland en Holland, en de kust van Vlaanderen trof op 23 november 1334, de naamdag van de heilige Clemens. Daarnaast werd ook de kust van Engeland, maar vooral de monding van de Theems getroffen.
Als gevolg van deze stormvloed stroomde Walcheren onder water. Het eiland Wulpen kreeg bij deze stormvloed de eerste klap. De Sint-Elisabethsvloed in 1404 was de genadeklap voor dit eiland; bij de Allerheiligenvloed van 1570 verdwenen de laatste resten van dit eiland. Ook het land van Saaftinge kreeg veel schade als gevolg van deze stormvloed. Bij de Sint-Clemensnacht overspoelde ook het eiland Testerep voor de Vlaamse kust met onder meer de stad Oostende.
Bronnen maken melding van duizenden slachtoffers.
838 · 1014 · 1042 · 1134 · 1163 · 1164 · 1170 · 1196 · 1212 · 1214 · 1219 · 1220 · 1221 · 1248/1249 · 1277 · 1280 · 1282 · 1287 · 1288 (I) · 1288 (II) · 1322 · 1334 · 1362 · 1374 · 1375 · 1377 · 1404 · 1421 · 1424 · 1468 · 1477 · 1509 · 1514 · 1530 · 1532 · 1552 · 1566 · 1570 · 1610 · 1643 · 1651 · 1675 · 1682 · 1686 · 1703 · 1717 · 1726 · 1741 · 1775 · 1776 · 1784 · 1799 · 1808 · 1809 · 1820 · 1825 · 1855 · 1861 (I) · 1861 (II) · 1877 · 1906 · 1916 · 1926 · 1953 · 1962 · 1993 · 1995 · 2006 · 2021